# Ebrima Sohna
Ebrima Sohna (Bakau, 14 dicembre 1988) è un calciatore gambiano, centrocampista del Fortune.

## Carriera

### Club
Sohna iniziò la carriera nel Wallidan, per trasferirsi poi al Sandefjord. Debuttò nella Tippeligaen il 9 aprile 2007, sostituendo Tuomas Haapala nella sconfitta per 3-0 contro il Lyn Oslo. A fine anno, la squadra retrocesse, ma guadagnò poi l'immediata promozione.
Al termine della Tippeligaen 2010, retrocesse nuovamente. Sohna restò però in squadra. Si svincolò al termine del campionato 2011. Il 4 maggio 2012 firmò un contratto con i finlandesi del RoPS. Esordì in squadra in data 5 maggio, subentrando a Jukka Yrjänheikki nella vittoria per 0-2 in casa dello Hämeenlinna.

### Nazionale
Sohna giocò 34 partite con il Gambia, con 2 reti all'attivo. Segnò la prima rete nella sconfitta in amichevole per 5-1 contro il Messico.
È stato convocato per la Coppa delle nazioni africane 2021.